# زكريا مسعود
زكريا مسعود (29 يوليو 1993 في بنغلاديش - ) (بالبنغالية: জাকারিয়া মাসুদ)‏ هو لاعب كريكت بنغلاديشي.

## وصلات خارجية
- زكريا مسعود على موقع إي آس بي آن كريك إنفو (الإنجليزية)